# ناحیه بری شرقی
ناحیه بری شرقی (به عربی: ناحیة بری الشرقی) یک ناحیه در سوریه است که در منطقه سلمیه واقع شده‌است. ناحیه بری شرقی ۱۳٬۷۶۷ نفر جمعیت دارد.